# Listă de scriitori palestinieni
- Mahmoud Darwish (1941-2008)
- Ghassan Kanafani (1936-1972)